# Trinidad y Tobago en los Juegos Olímpicos de Milán-Cortina d'Ampezzo 2026
Trinidad y Tobago participará en los Juegos Olímpicos de Milán-Cortina d'Ampezzo 2026. El responsable del equipo olímpico es el Comité Olímpico de Trinidad y Tobago, así como las federaciones deportivas nacionales de cada deporte con participación.